# Баунах
Баунах (њем. Baunach) град је у њемачкој савезној држави Баварска. Једно је од 36 општинских средишта округа Бамберг. Према процјени из 2010. у граду је живјело 3.938 становника. Посједује регионалну шифру (AGS) 9471115.

## Географски и демографски подаци
Баунах се налази у савезној држави Баварска у округу Бамберг. Град се налази на надморској висини од 238 метара. Површина општине износи 32,1 km². У самом граду је, према процјени из 2010. године, живјело 3.938 становника. Просјечна густина становништва износи 123 становника/km².